# Дмитрієв Анатолій Анатолійович
Анатолій Анатолійович Дмитрієв (нар. 31 липня 1968, смт Коломак, Харківська область) — начальник ГУ НПУ в Харківській області, генерал поліції ІІІ рангу. Раніше — начальник ГУМВС України в Харківській області. Генерал-майор міліції.

## Освіта
Освіта вища. У 1990 р. закінчив Харківське вище військове командно-інженерне училище ракетних військ (спеціальність — системи управління літальних апаратів, кваліфікація — інженер-електрик).
У 2000 р. закінчив Харківський економічний університет (зараз — Харківський економічний університет; спеціальність — бухгалтерський облік і аудит, кваліфікація — економіст).
У 2003 р. закінчив Харківський педагогічний університет (спеціальність — правознавство, кваліфікація — юрист, викладач правових дисциплін).
У 2004 р. закінчив Харківський регіональний інститут державного управління Національної академії державного управління при президентові України (спеціальність — державне управління, кваліфікація — магістр державного управління).

## Трудова діяльність
У 1990–1992 рр.. — служба в армії.
У травні — жовтні 1994 р. — оперуповноважений відділення карного розшуку РУ УМВС України в Харківській області (смт Коломак).
У 1994–1996 рр.. — заступник голови Коломацької райради народних депутатів та виконкому смт Коломак.
У 1996–1998 рр.. — голова Коломацької райради народних депутатів.
У 1998–2000 рр.. — старший слідчий, заступник начальника Коломацького РУ УМВС у Харківській області.
У 2000–2005 рр.. — в.о. начальника, начальник Коломацького РУ УМВС у Харківській області.
З березня 2005 р. по квітень 2010 р. — голова Краснокутської райдержадміністрації.
У 2010 р. обраний депутатом Харківської облради, заступник голови постійної комісії з правових питань, регуляторної політики, законності, громадського порядку, боротьби з корупцією і злочинністю.
26 лютого 2014 призначений начальником Головного управління МВС України в Харківській області.
23 серпня 2014 року присвоєно спеціальне звання генерал-майора міліції.
Член партії Батьківщина.

## Нагороди
- Орден «За заслуги» ІІІ ступеня, також має нагороди облдержадміністрації та Управління МВС України в Харківській області.